# Łabajów (Wisła)

Jednostki strukturalne Wisły

Łabajów – jednostka strukturalna miasta Wisła w województwie śląskim. Stanowi najbardziej na zachód wysuniętą część osiedla Głębce (nr 4). Obejmuje prawie całą dolinę potoku Łabajów w Beskidzie Śląskim.
Od południa i zachodu dzielnicę tę ogranicza fragment głównego grzbietu Pasma Stożka i Czantorii na odcinku od wzniesienia Beskid przez Kiczory i Stożek aż po Mały Stożek. Od północy granicę wyznacza grzbiet ramienia Kobylej.
Łabajów jest jedną z najpóźniej zasiedlonych dzielnic Wisły. Nazwa dzielnicy jest nazwą odosobową, pochodzącą od nazwiska Łabaj, licznie spotykanego w południowej części Śląska Cieszyńskiego. Pojawia się w zapisach po raz pierwszy (w formie Labajow) w 1836 r.
Zabudowa dzielnicy skupia się po części w samej dolinie potoku, po części w szeregu mniejszych osiedli rozrzuconych po stokach. Droga biegnąca wzdłuż doliny dostępna jest dla pojazdów samochodowych do pętli na końcu ul. Turystycznej, przy której znajduje się końcowy przystanek komunikacji autobusowej Wisła Łabajów Centrum.
W dolnej części doliny, po jej lewej (orograficznie) stronie, znajduje się dawna, murowana willa "Zdrój", wzniesiona w 1931 r. dla Zofii Degen-Ślósarskiej, dyrektorki gimnazjum we Włocławku. W domu, zwanym później "Gospodą poetów", bywali m.in. Maria Dąbrowska, Kazimiera Iłłakowiczówna, Jarosław Iwaszkiewicz, Jan Sztaudynger, Jan Wiktor. Częstym gościem był tu Gustaw Morcinek, z którym Ślósarską łączyła przyjaźń od 1932 r. Była ona przez wiele lat pierwszą czytelniczką i recenzentką jego książek.
Na końcu doliny, jeszcze blisko 2 km powyżej pętli autobusowej, znajduje się ośrodek narciarski „Stożek” z koleją krzesełkową, wyprowadzającą na grzbiet pasma ok. 250 m na południe od schroniska PTTK na Stożku oraz jednym krótkim wyciągiem. Przy dolnej stacji niewielki obiekt noclegowy.